# 石山龍児
石山 龍児（いしやま りゅうじ、1893年9月2日 - 1973年） は、昭和初期の日本映画の黎明期を中心に活躍した俳優。青森県出身。1944年まで松竹所属。清水宏監督作品などに主に脇役として多数出演した。出演作ごとに西山龍、石山隆嗣、石山竜児、石山竜次、石山竜二、石山龍嗣などと微妙に芸名を変えている。満80歳没。墓所は東京・四谷のイグナチオ教会。本名は石山龍児。作家の井伏鱒二と若い頃から深い親交があり、井伏も「鶏肋集」などのエッセイに石山との親交について書き残している。

## 出演作品
1920年　
　　・幻影の女
1921年
- 濁流 　映画芸術協会
- 不滅の呪 　松竹蒲田

1922年
- 神代の冒険 　映画芸術協会

1923年
- 05.31 - 噫森訓導の死 　松竹蒲田
- 07.27 - 実説国定忠治 雁の群 　松竹蒲田
- 08.07 - お転婆娘 　松竹蒲田
- 09.30 - 呪はれの日 　松竹下加茂

1924年
- 04.13 - 感じの好い映画集 《星》　 松竹蒲田
- 09.11 - 牛は牛づれ 　松竹蒲田
- 10.01 - 小唄集 第三篇 籠の鳥 　松竹蒲田
- 10.17 - 関の五本松　 松竹蒲田

1925年
- 08.14 -すたれ者　 松竹蒲田
- 11.07 - 青春 　松竹蒲田
- 12.01 - 落武者 　松竹蒲田
- 12.01 - 恋の捕縄 　松竹蒲田
- 12.31 - 乃木大将伝 　松竹蒲田 乃木勝典役

1926年
- 03.12 - 若き女の死 　松竹蒲田
- 03.21 - 真紅の情熱 　松竹蒲田
- 05.01 - お坊ちゃん 　松竹蒲田
- 06.25 - 裏切られ者 　松竹蒲田
- 07.15 - 秋の歌 　松竹蒲田
- 09.01 - 愛 　松竹蒲田
- 埋れたる青春 　松竹蒲田

1927年
- 01.15 - 三人の娘 　松竹蒲田
- 01.22 - お照とお雪 　松竹蒲田
- 05.26 - やきもち 　松竹蒲田
- 06.23 - 春の雨 　松竹蒲田
- 10.14 - 炎の空 　松竹蒲田

1928年
- 01.10 - 好きなればこそ 　松竹蒲田
- 01.27 - 村の花嫁 　松竹蒲田 長沼謙一役
- 02.25 - 愛欲変相図 　松竹蒲田 花村の友人・滝口博役
- 06.01 - 富岡先生 　松竹蒲田
- 12.20 - 美しき朋輩達　 松竹蒲田
- 晴れ行く空 　松竹蒲田

1929年
- 03.09 - あひる女 　松竹蒲田 弁護士・花田久仁雄役
- 04.27 - ステッキガール 　松竹蒲田
- 05.31 - 浮草娘旅風俗 　松竹蒲田

1930年
- 02 - 生きる力 　松竹蒲田
- 04.18 - 真実の愛 　松竹蒲田 達彦の友人・平沢役
- 11.01 - 霧の中の曙 　松竹蒲田
- 11.15 - 若者よなぜ泣くか 　松竹蒲田

1931年
- 10.24 - 山村の光 　松竹蒲田

1932年
- 01.14 - 夜はお静かに 　松竹蒲田
- 04.01 - 人柱四勇士 　松竹蒲田
- 08.05 - 愛の防風林 　松竹蒲田

1933年
- 05.11 - 泣き濡れた春の女よ 　松竹蒲田 船員・工藤役
- 07.20 - 恋愛一刀流 　松竹蒲田
- 08.24 - 旅寝の夢 　松竹蒲田 村医者・村井役
- 09.07 - 出来ごころ（小津安二郎・監督、松竹蒲田）・上役

1934年
- 10.06 - 与太者と花嫁 　松竹蒲田 平岡万造役
- 10.11 - 都会の感傷 　松竹蒲田 マスター村尾役
- 11.08 - 出臍の力 　松竹蒲田
- 12.13 - 私の兄さん 　松竹蒲田 運転手 古賀役

1935年
- 03.07 - 東京の英雄 　松竹蒲田
- 06.15 - 春琴抄 お琴と佐助 　松竹蒲田

1936年
- 01.30 - 若旦那 百万石 　松竹蒲田 父・玄兵衛役
- 02.27 - 有りがたうさん（清水宏監督、松竹大船） 髭の紳士役
- 04.03 - 家族会議 　松竹大船
- 08.13 - 君よ高らかに歌へ 　松竹大船 女学校の男性教師役
- 08.29 - 男性対女性 　松竹大船 渥見商会社員役

1937年
- 01.21 - 恋愛無敵艦隊 　松竹大船 鯉幟りの長次役
- 06.10 - 金色夜叉 　松竹大船 箕輪亮輔役
- 07.01 - 恋も忘れて 　松竹大船
- 10.09 - 花形選手 　松竹大船
- 11.11 - 風の中の子供（清水宏監督 松竹大船） 佐山役

1957年
- 02.27 - 風雲急なり大阪城 真田十勇死総進軍 　新東宝 徳川家康役
- 04.30 - 東京暮色（小津安二郎・監督、松竹大船） 深夜喫茶の客役
- 06.05 - ひかげの娘 　東京映画 老紳士役